# Digital hardcore
El digital hardcore es un género musical que fusiona elementos del hardcore punk con diferentes variantes de música electrónica y techno. Se desarrolló en Alemania a comienzos de los años 1990, y suele tratar temáticas líricas de extrema izquierda.

## Características
La música digital hardcore suele tener un tempo rápido, combinando la velocidad, dureza y actitud del hardcore punk y riot grrrl con géneros de música electrónica como jungle, e industrial rock. Algunos grupos, como Atari Teenage Riot, incorporaron elementos del hip hop, como el freestyle rap.
El uso de instrumentación electrónica es imprescindible, no así de bajo y de batería que son opcionales, mientras que algunas bandas mantienen el uso de la guitarra eléctrica tocándose junto a samplers, sintetizadores y cajas de ritmos. Las vocales suelen ser gritadas más que cantadas y el contenido de las letras suele estar altamente politizado, basándose de modo habitual en temas de ideologías de izquierda o anarquista.

## Historia

### Años 1990
Este tipo de música fue definido por vez primera por el grupo Atari Teenage Riot, formado en Berlín, Alemania, en 1992. El líder de la banda, Alec Empire, acuñó el término "digital hardcore", estableciendo el sello discográfico independiente Digital Hardcore Recordings en 1994. Diferentes grupos alemanes con un estilo similar comenzaron a fichar por el sello y su popularidad underground creció, organizándose pequeños festivales de digital hardcore en diferentes ciudades alemanas.
Hacia mediados de los 1990, un número de nuevos sellos discográficos especializados en el nuevo género fueron apareciendo en diferentes lugares del mundo. Entre estos estaban Gánster Toons Industries (París), Praxis (Londres), Cross Fade Enter Tainment (Hamburgo), Drop Bass Network (Estados Unidos) y Bloody Fist (Australia). DHR también mantuvo cierta relación los sellos de Fránkfurt Mille Plateaux y Riot Beats. EL trabajo posterior de Alec Empire sentó las bases del breakcore. Otros importantes músicos de esta época fueron Christoph De Babalon, Cobra Killer, EC8OR, Hanin Elias, Lolita Storm, Nic Endo, The Panacea y The Mad Capsule Markets.

### Años 2000
En palabras del propio Alec Empire, el "digital hardcore pasó de ser una escena local basada en Berlín a convertirse en un movimiento underground internacional." La banda sonora de la película Threat incluía contribuciones de músicos de hardcore junto a bandas de metalcore. El proyecto Phantomsmasher formado por James Plotkin, Dave Witte y Speedranch combinaba digital hardcore con grindcore. Entre los grupos de digital hardcore del siglo XXI figuran nombres como Ambassador 21, Left Spine Down, Motormark, Phallus Über Alles, Schizoid, noCore, The Shizit, Rabbit Junk, Moshpit y Ultramerda.